# Episodi di 9-1-1: Lone Star (quarta stagione)
La quarta stagione della serie televisiva 9-1-1: Lone Star, composta da 18 episodi, è andata in onda in prima visione assoluta negli Stati Uniti d'America sul canale Fox dal 24 gennaio al 16 maggio 2023.
In Italia è stata pubblicata su Disney+ dal 12 aprile al 2 agosto 2023. In chiaro è stata trasmessa in prima visione su Rai 2 HD, dal 15 settembre 2024 al 9 febbraio 2025.
| n° | Titolo originale          | Titolo italiano               | Prima TV USA     | Pubblicazione Italia | Prima TV Italia   |
| -- | ------------------------- | ----------------------------- | ---------------- | -------------------- | ----------------- |
| 1  | The New Hotness           | La nuova tendenza             | 24 gennaio 2023  | 12 aprile 2023       | 15 settembre 2024 |
| 2  | The New Hot Mess          | Il nuovo disastro totale      | 31 gennaio 2023  | 19 aprile 2023       | 22 settembre 2024 |
| 3  | Cry Wolf                  | Gridare al lupo               | 7 febbraio 2023  | 26 aprile 2023       | 29 settembre 2024 |
| 4  | Abandoned                 | Abbandonato                   | 14 febbraio 2023 | 3 maggio 2023        | 6 ottobre 2024    |
| 5  | Human Resources           | Risorse umane                 | 21 febbraio 2023 | 10 maggio 2023       | 13 ottobre 2024   |
| 6  | This is Not a Drill       | Questa non è un'esercitazione | 28 febbraio 2023 | 17 maggio 2023       | 20 ottobre 2024   |
| 7  | Tommy Dearest             | Mammina cara                  | 7 marzo 2023     | 24 maggio 2023       | 27 ottobre 2024   |
| 8  | Control Freaks            | Maniaci del controllo         | 14 marzo 2023    | 31 maggio 2023       | 3 novembre 2024   |
| 9  | Road Kill                 | Animale morto                 | 21 marzo 2023    | 7 giugno 2023        | 9 novembre 2024   |
| 10 | Sellouts                  | Venduti                       | 28 marzo 2023    | 14 giugno 2023       | 17 novembre 2024  |
| 11 | Double Trouble            | Doppio problema               | 4 aprile 2023    | 21 giugno 2023       | 24 novembre 2024  |
| 12 | Swipe Left                | Scorri a sinistra             | 11 aprile 2023   | 28 giugno 2023       | 1º dicembre 2024  |
| 13 | Open                      | Aperto                        | 18 aprile 2023   | 5 luglio 2023        | 8 dicembre 2024   |
| 14 | Tongues Out               | J'accuse!                     | 25 aprile 2023   | 12 luglio 2023       | 15 dicembre 2024  |
| 15 | Donors                    | Donatori                      | 2 maggio 2023    | 19 luglio 2023       | 19 gennaio 2025   |
| 16 | A House Divided           | Una casa divisa               | 9 maggio 2023    | 26 luglio 2023       | 26 gennaio 2025   |
| 17 | Best of Men               | Fuori controllo               | 16 maggio 2023   | 2 agosto 2023        | 2 febbraio 2025   |
| 18 | In Sickness and in Health | In salute e in malattia       | 16 maggio 2023   | 2 agosto 2023        | 9 febbraio 2025   |